# Xhol Caravan
Xhol Caravan, conosciuta inizialmente come Soul Caravan e successivamente solo come Xhol, fu una delle prime band che partecipò al lancio del movimento Krautrock in Germania alla fine degli anni '60. Inizialmente votata al soul psichedelico e al rhythm & blues, la loro musica si è poi indirizzata verso un originale miscuglio di fusion, free jazz,  rock psichedelico ed elementi blues della tradizione etnica, con la tendenza a lunghe sezioni strumentali (jam sessions) dominate dall'improvvisazione e dalla più ampia sperimentazione sonora.

## Discografia
- 1967 Get In High (studio).  CBS Records, LP solo in Germania.  Ancora non disponibile in CD.
- 1969 Soul Caravan: Live 1969.  Mai uscito su LP.  Disponibile su CD con l'etichetta German Garden of Delights.
- 1969?  Soul Caravan: Talking to My Soul (esibizione live in televisione).  Disponibile in DVD con l'etichetta German Garden of Delights.
- 1969   Altena 1969 (live).  Mai uscito su LP.  Disponibile su CD Con l'etichetta German Garden of Delights.
- 1969   Electrip (studio).  LP solo tedesco con Hansa Records. Disponibile su CD Con l'etichetta German Garden of Delights.
- 1970   Xhol 1970 (live).  Mai uscito su LP.  Disponibile su CD Con l'etichetta German Garden of Delights.
- 1970   Hau-RUK (live).  LP per Ohr/Metronome Records.  Disponibile su CD Con l'etichetta German Garden of Delights.
- 1972   Motherfuckers GmbH & Co. KG (studio).  LP con Ohr/Metronome Records.

### Come soul caravan
- 1967 Get in high CBS Records, LP solo in Germania.  Ancora non disponibile in CD
- 1969 soul caravan (live), Mai uscito su LP.  Disponibile su CD con l'etichetta German Garden of Delights.
- 1969 Soul Caravan: Talking to My Soul (esibizione live in televisione). Disponibile in DVD con l'etichetta German Garden of Delights.

### Come xhol caravan
- 1969 Electrip[lp/cd]LP solo tedesco con Hansa Records. Disponibile su CD Con l'etichetta German Garden of Delights.
- 1969  altena (live) Mai uscito su LP.  Disponibile su CD Con l'etichetta German Garden of Delights.
- 1969/1970  motherfuckers (live)

### Come xhol
- 1970 hau-ruk  (live). LP per Ohr/Metronome Records. Disponibile su CD Con l'etichetta German Garden of Delights.
- 1970 Xhol 1970 (live). Mai uscito su LP. Disponibile su CD Con l'etichetta German Garden of Delights.
- 1972 Motherfuckers gmbh & co. kg LP con Ohr/Metronome Records.